# شارون دين آدل
شارون دين آدل (Sharon den Adel), مغنية ميزو سوبرانو وكاتبة أغاني هولندية, معروفة كالمغنية الرئيسية في فرقة الروك الهولندية ويثين تيمبتيشون ولدت في 12 يوليو/أيار 1974 في هولندا وكانت تغني منذ أن كان عمرها 13 سنة, انضمت لفرقة ويثين تيمبتيشون عام 1996.

## وصلات خارجية
- شارون دين آدل على موقع IMDb (الإنجليزية)
- شارون دين آدل على موقع ميوزك برينز (الإنجليزية)
- شارون دين آدل على موقع ديسكوغز (الإنجليزية)
- شارون دين آدل على موقع قاعدة بيانات الفيلم (الإنجليزية)

- الموقع الرسمي للفرقة